# Ton Steine Scherben
Ton Steine Scherben (произносится: Тон Шта́йнэ Шэ́рбэн, сокр. Scherben или TSS) — западноберлинский музыкальный коллектив, существовавший с 1970 по 1985 года под руководством Рио Райзера. Одна из самых первых и влиятельных немецких рок-групп. Тексты Ton Steine Scherben насыщены социальной критикой, анархистскими и антикапиталистическими настроениями, жёсткой критикой различных угнетений и угнетателей. Ton Steine Scherben во многом определили направление для развития появившихся позже немецкоязычного панк-рока и немецкой новой волны в музыке (нем. Neue Deutsche Welle).
В переводе с немецкого название «Ton Steine Scherben» означает «Глина камни осколки».

## История
Ton Steine Scherben были основаны в 1970 году. В последующие годы участники группы жили вместе в одной коммуне. Это было то время, когда только недавно сформировалось движения хиппи, а западную Европу захлестнула волна студенческих протестов и активности левых и социалистических движений. Попав в эту волну, Ton Steine Scherben стали её «рупором».
Одним из первых хитов группы стала песня «Macht kaputt, was euch kaputt macht» («Поломайте (или крушите) то, что ломает вас»). Эта строчка и некоторые другие, к примеру «Keine Macht für Niemand» («Никому никакой власти») стали слоганами среди радикальных левых.
Группа просуществовала до 1985 года, и распалась, в частности, по финансовым причинам, повязнув в долгах.
Рио Райзер — автор песен и лидер Ton Steine Scherben — занимался после распада успешной сольной карьерой. Умер в 1996 году.
В последующие годы бывшие участники группы неоднократно пытались воссоединиться. Одно время существовал коллектив «Neues Glas aus alten Scherben», в который входили бывшие музыканты Ton Steine Scherben. Окончательное воссоединение произошло летом 2004 года, через 19 лет после распада, когда многие бывшие участники группы объединились под названием «Ton Steine Scherben Family». Кроме гитариста R. P. S. Lanrue, переехавшего жить в Португалию, и умерших Рио Райзера (1950—1996) и Бритты Неандер (1956—2004), в состав «Ton Steine Scherben Family» вошли практически все значимые участники оригинальных Ton Steine Scherben. Единственными участниками нового состава, ранее не игравшими в Ton Steine Scherben, стали двое детей оригинальных участников. Ton Steine Scherben Family дают концерты, исполняя практически все старые хиты.

## Дискография
В 2006 году вышел комплект «Gesamtwerk (Die Box)» из 13 компакт-дисков, среди которых 9 оригинальных альбомов (ремастеринг, частично пересведено) и 4 новых диска: «Live III», «Singles, Demos, Raritäten», DCD «Neu gemischt» (более 140 песен: 6 ранее не опубликованных + свыше 30 редких (впервые на CD) + свыше 50 пересведённых + множество прочих бонусов — плакаты, обложки, и т. п.).

## Основные альбомы
- 1971 Warum geht es mir so dreckig
- 1972 Keine Macht für Niemand (двойной альбом)
- 1975 Wenn die Nacht am tiefsten… (двойной альбом)
- 1981 IV (Die Schwarze) (двойной альбом)
- 1983 Scherben
- 1985 Live in Berlin (концертный альбом, запись 15 и 16 июня 1984 года, в 1996 году запись этих концертов была переиздана на CD под названием «Live II»)

## Прочие альбомы
Радиоспектакли, совместные альбомы.
- 1973 Herr Freßsack und die Bremer Stadtmusikanten (радиоспектакль) — Ton Steine Scherben и «Hoffmanns Comic-Theater»
- 1976: Teufel hast du Wind (радиоспектакль) — Ton Steine Scherben и Dietmar Roberg
- 1976 Paranoia — Ton Steine Scherben и Kollektiv Rote Rübe (Theatermusik)
- 1977 Mannstoll — Ton Steine Scherben и Brühwarm
- 1979 Entartet — Ton Steine Scherben и Brühwarm
- 1979 Кассета «Liebe Tod Hysterie» — Ton Steine Scherben и Kollektiv Rote Rübe, (Theatermusik (Stechapfel))